# Britt Vanhamel
Britt Vanhamel (29 dicembre 1995) è una calciatrice belga, difensore dell'Anderlecht.

## Carriera

### Club
Britt Vanhamel fece il suo esordio nella prima edizione della BeNe League, competizione mista belga-olandese, con la maglia giallonera a scacchi del Lierse. Nell'estate 2013 si trasferì all'Anderlecht, rimanendovi per la sola stagione 2013-2014.
Nell'estate 2014 Vanhamel si trasferì allo Standard Liegi, società con la quale giocò per due stagioni consecutive, vincendo sia la BeNe League sia la prima edizione della Super League, la nuova massima serie del campionato belga, nata dopo la dissoluzione della BeNe League. Sempre con lo Standard Liegi ebbe modo di esordire in UEFA Women's Champions League. Al termine della stagione 2015-2016 Vanhamel lasciò lo Standard per passare all'OH Lovanio, che militava nella Super League belga.
Dopo due stagioni all'OH Lovanio, Vanhamel ritornò a giocare per l'Anderlecht. Alle prime due stagioni con l'Anderlecht vinse per due volte il campionato belga e realizzò la sua prima rete in Champions League nell'edizione 2019-2020, rete che consentì all'Anderlecht di pareggiare l'andata dei sedicesimi di finale contro le kazake del BIIK Kazygurt.

### Nazionale
Britt Vanhamel ha fatto parte delle selezioni giovanili del Belgio, giocando nove partite con la selezione Under-17 e dodici con la selezione Under-19, scendendo in campo nelle partite di qualificazione alle fasi finali dei campionati europei di categoria. Vanhamel venne inserita nella rosa della selezione Under-19 che partecipò al campionato europeo 2014 di categoria; giocò solamente l'ultima partita della fase a gironi, rimediando un'espulsione nei minuti finali della partita.

## Statistiche

### Presenze e reti nei club
Aggiornata al 1º maggio 2021.
| Stagione              | Squadra               | Campionato            | Campionato | Campionato | Coppe nazionali | Coppe nazionali | Coppe nazionali | Coppe internazionali | Coppe internazionali | Coppe internazionali | Altre coppe | Altre coppe | Altre coppe | Totale | Totale |
| Stagione              | Squadra               | Comp                  | Pres       | Reti       | Comp            | Pres            | Reti            | Comp                 | Pres                 | Reti                 | Comp        | Pres        | Reti        | Pres   | Reti   |
| --------------------- | --------------------- | --------------------- | ---------- | ---------- | --------------- | --------------- | --------------- | -------------------- | -------------------- | -------------------- | ----------- | ----------- | ----------- | ------ | ------ |
| 2012-2013             | Lierse                | BeNe                  | 21         | 0          | CB              | ?               | ?               | -                    | -                    | -                    | -           | -           | -           | 21+    | 0+     |
| 2013-2014             | Anderlecht            | BeNe                  | 16         | 0          | CB              | ?               | ?               | -                    | -                    | -                    | -           | -           | -           | 16+    | 0+     |
| 2014-2015             | Standard Liegi        | BeNe                  | 8          | 0          | CB              | ?               | ?               | UWCL                 | 3                    | 0                    | -           | -           | -           | 11+    | 0+     |
| 2015-2016             | Standard Liegi        | SL                    | ?          | ?          | CB              | ?               | ?               | UWCL                 | 2                    | 0                    | -           | -           | -           | 2+     | 0+     |
| Totale Standard Liegi | Totale Standard Liegi | Totale Standard Liegi | 8+         | 0+         |                 | ?               | ?               |                      | 5                    | 0                    |             | -           | -           | 13+    | 0+     |
| 2016-2017             | OH Lovanio            | SL                    | ?          | ?          | CB              | ?               | ?               | -                    | -                    | -                    | -           | -           | -           | ?      | ?      |
| 2017-2018             | OH Lovanio            | SL                    | ?          | ?          | CB              | ?               | ?               | -                    | -                    | -                    | -           | -           | -           | ?      | ?      |
| Totale OH Leuven      | Totale OH Leuven      | Totale OH Leuven      | ?          | ?          |                 | ?               | ?               |                      | -                    | -                    |             | -           | -           | ?      | ?      |
| 2018-2019             | Anderlecht            | SL                    | ?          | ?          | CB              | ?               | ?               | UWCL                 | 3                    | 0                    | -           | -           | -           | 3+     | 0+     |
| 2019-2020             | Anderlecht            | SL                    | ?          | ?          | CB              | ?               | ?               | UWCL                 | 5                    | 1                    | -           | -           | -           | 5+     | 1+     |
| 2020-2021             | Anderlecht            | SL                    | ?          | ?          | CB              | ?               | ?               | UWCL                 | 0                    | 0                    | -           | -           | -           | 0      | 0      |
| Totale Anderlecht     | Totale Anderlecht     | Totale Anderlecht     | 16+        | 0+         |                 | ?               | ?               |                      | 8                    | 1                    |             | -           | -           | 24+    | 1+     |
| Totale carriera       | Totale carriera       | Totale carriera       | 45+        | 0+         |                 | ?               | ?               |                      | 13                   | 1                    |             | -           | -           | 58+    | 1+     |

## Palmarès

### Club
- BeNe League: 1

Standard Liegi: 2014-2015
- Campionato belga: 4

Standard Liegi: 2015-2016
Anderlecht: 2018-2019, 2019-2020, 2020-2021